# Leonard Bernstein
Leonard Bernstein (AFI: [ˈbɝːnstaɪn]; Lawrence, 25 de agosto de 1918 – Nova Iorque, 14 de outubro de 1990) foi um maestro, compositor, e pianista estadunidense. Vencedor de vários Grammy, ficando famoso na direção da Filarmônica de Nova York, os célebres concertos para jovens na televisão (Young People's Concerts), entre 1954 e 1989, e suas composições, como o musical West Side Story, Candide, e On the Town. Uma das figuras mais influentes na história da música clássica americana, patrocinou obras de compositores americanos e foi inspirador das carreiras de uma geração de novos músicos.

## Biografia

### Primeiros anos
Bernstein nasceu Louis Bernstein em Lawrence, Massachusetts, filho dos judeus ucranianos Jennie e Samuel Joseph Bernstein. Sua avó materna insistiu que seu primeiro nome fosse Louis, mas seus pais preferiam chamá-lo de Leonard. Seu nome foi oficialmente mudado para Leonard quando ele completou quinze anos, pouco tempo após a morte de sua avó.
Seu pai, Sam Bernstein era um homem de negócios e dono de uma livraria em Lawrence e inicialmente era contra a ideia de seu filho seguir na carreira da música, mas Bernstein frequentava concertos. Ainda criança, Bernstein ouviu a uma performance de piano e ficou imediatamente apaixonado e subsequentemente começou a ter aulas do instrumento. Bernstein frequentou a Escola Garrison e a Escola de Latim de Boston.

### Faculdade
Após sua graduação na Escola de Latim de Boston em 1935, Bernstein ingressou na Universidade de Harvard, onde estudou música com Walter Piston e associou-se ao Club Glee de Harvard. Um de seus amigos de Harvard foi o filósofo Donald Davidson, com quem tocou uma peça de piano para quatro mãos. Bernstein escreveu e regeu a partitura para o musical de Davidson.
Após completar seus estudos em Harvard, ele ingressou no Instituto Curtis de Música na Filadélfia, onde estudou regência com Fritz Reiner (uma anedota dizia que Bernstein foi a única pessoa a ter recebido uma nota "A" desse professor). Durante esse período, Bernstein também estudou piano com Isabelle Vengerova, orquestração com Randall Thompson, contraponto com Richard Stöhr e leitura de partitura com Renée Longy Miquelle.

### Vida adulta
Durante o começo de sua carreira em Nova Iorque, Bernstein aproveitou uma exuberante vida social, que incluiu casos com homens e mulheres. Ele se casou com a atriz chilena Felicia Cohn Montealegre, no dia 10 de setembro de 1951. Com ela teve três filhos: Jamie, Alexander e Nina. Durante o seu casamento, Bernstein tentou ser discreto em suas aventuras extraconjugais, mas, com o aumento da visibilidade do movimento de libertação gay, ele se assumiu e deixou Felicia para viver com Tom Cothran. Pouco tempo depois, Bernstein soube que a sua ex-esposa tinha tido um diagnóstico de câncer de pulmão e voltou para acompanhá-la até a morte, em 16 de junho de 1978.

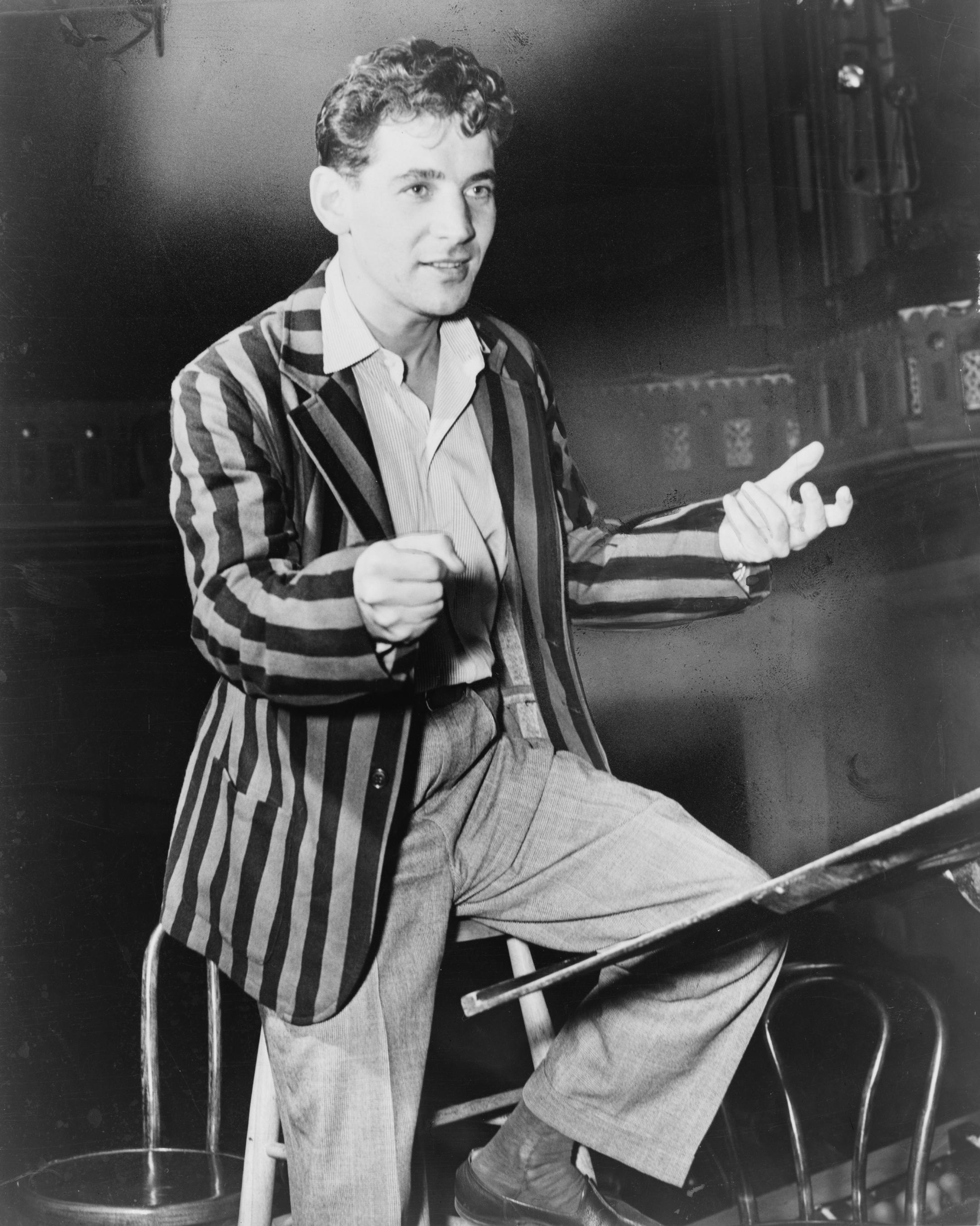
Bernstein (1945)

Tem-se sugerido que Leonard Bernstein era bissexual - afirmação baseada nos próprios comentários de Bernstein, que dizia não ter preferências por nenhum tipo especial de cozinha, género musical ou forma sexual - e tem sido alegado que ele se debatia entre a sua devoção à família e os seus desejos sexuais, mas Arthur Laurents, amigo de Bernstein e colaborador em West Side Story, disse que Bernstein era simplesmente "um homem gay que se casou. Ele não teve conflitos sobre tudo isso. Ele era apenas gay". Shirley Rhoades Perle, outra amiga de Bernstein, afirmou que "ele desejava homens sexualmente e mulheres emocionalmente".

## Carreira

### Década de 1940
Em 1940, Bernstein começou a estudar no instituto de verão da Orquestra Sinfônica de Boston, Tanglewood, com o maestro da orquestra, Serge Koussevitzky, tornando-se o assistente do maestro. Mais tarde, ele dedicou sua Sinfonia nº 2 para Koussevitzky.
No dia 14 de Novembro de 1943, tendo recentemente apontado como maestro assistente da Filarmônica de Nova Iorque, ele fez sua estreia, tomando conhecimento no último minuto - sem nenhum ensaio - após Bruno Walter contrair uma forte gripe. No outro dia, o The New York Times rendeu elogios ao mais novo maestro. Ele se tornou famoso rapidamente, pois o concerto foi transmitido para todo o mundo. O solista do concerto foi Joseph Schuster, violoncelista solo da orquestra, que tocou Don Quixote (Strauss) de Richard Strauss. Como Bernstein nunca tinha conduzido essa peça antes, Walter o ajudou antes do concerto.

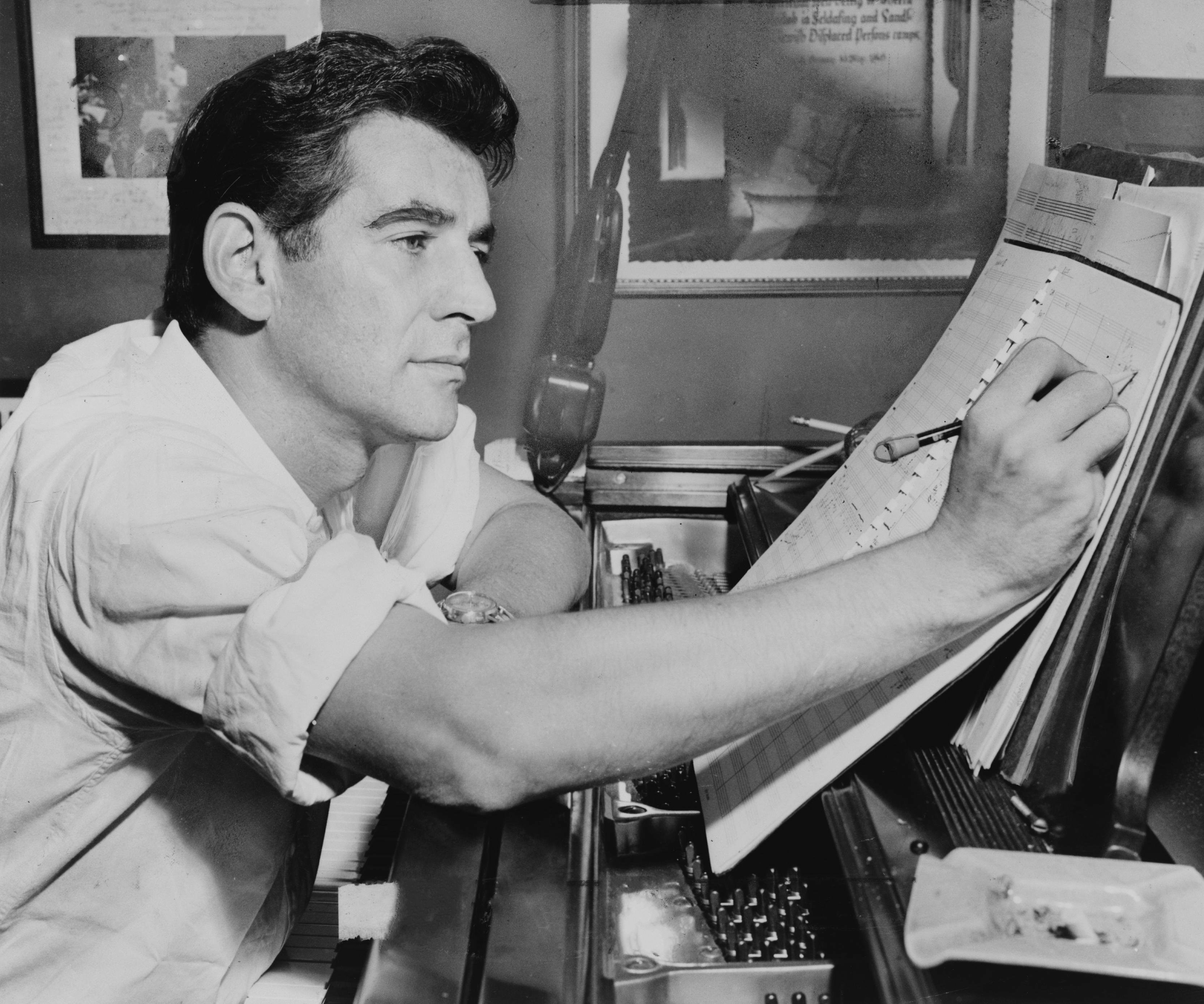

Em 1946, ele conduziu uma ópera pela primeira vez, sendo essa a première estadunidense de Peter Grimes, de Benjamin Britten. No mesmo ano, Arturo Toscanini o convidou para apresentar-se em dois concertos com a Orquestra Sinfônica NBC, sendo uma desses concertos o solista no Concerto em G para Piano, de Maurice Ravel.
Em 1949 ele conduziu a première mundial de Turangalîla-Symphonie de Olivier Messiaen, em Boston e Koussevitzky morreu dois anos depois.

### Década de 1950
Em 1954, Bernstein dirigiu a Filarmônica de Nova Iorque na première mundial da Sinfonia Nº 2 de Charles Ives. O compositor já velho, não pode ir ao concerto, mas escutou-o no rádio com sua esposa, Harmony. Ambos ficaram maravilhados com o entusiasmo em que sua sinfonia foi recebida.
Bernstein foi nomeado o maestro principal da Filarmônica de Nova Iorque em 1957, substituindo Dimitri Mitropoulos e começando em 1958 (posto que ocupou até 1969), entretanto, continuou conduzindo a orquestra e fazendo gravações durante o resto de sua vida. Ele tornou-se uma figura conhecida nos Estados Unidos através das suas séries de cinquenta e três concertos televisionados, chamado Concertos para os Jovens, da CBS.
Em 1947, Bernstein conduziu em Tel Aviv pela primeira vez, começando uma longa associação com Israel. Em 1957, ele conduziu o concerto inaugural do Mann Auditorium em Tel Aviv e consequentemente, fez gravações lá. Em 1967 ele conduziu um concerto no Mt. Scopus para comemorar a reunificação de Jerusalém. Durante a década de 1970 fez gravações de suas sinfonias com a Filarmônica de Israel.
Em 1959 ele realizou uma turnê com a Filarmônica de Nova Iorque pela Europa e União Soviética. O ponto alto da turnê foi uma performance da Quinta Sinfonia de Dmitri Shostakovich, na presença do compositor, que no fim do concerto, foi ao camarim parabenizar Bernstein e os músicos. Em outubro, ao retornar a Nova Iorque, ele e a orquestra gravaram a sinfonia.

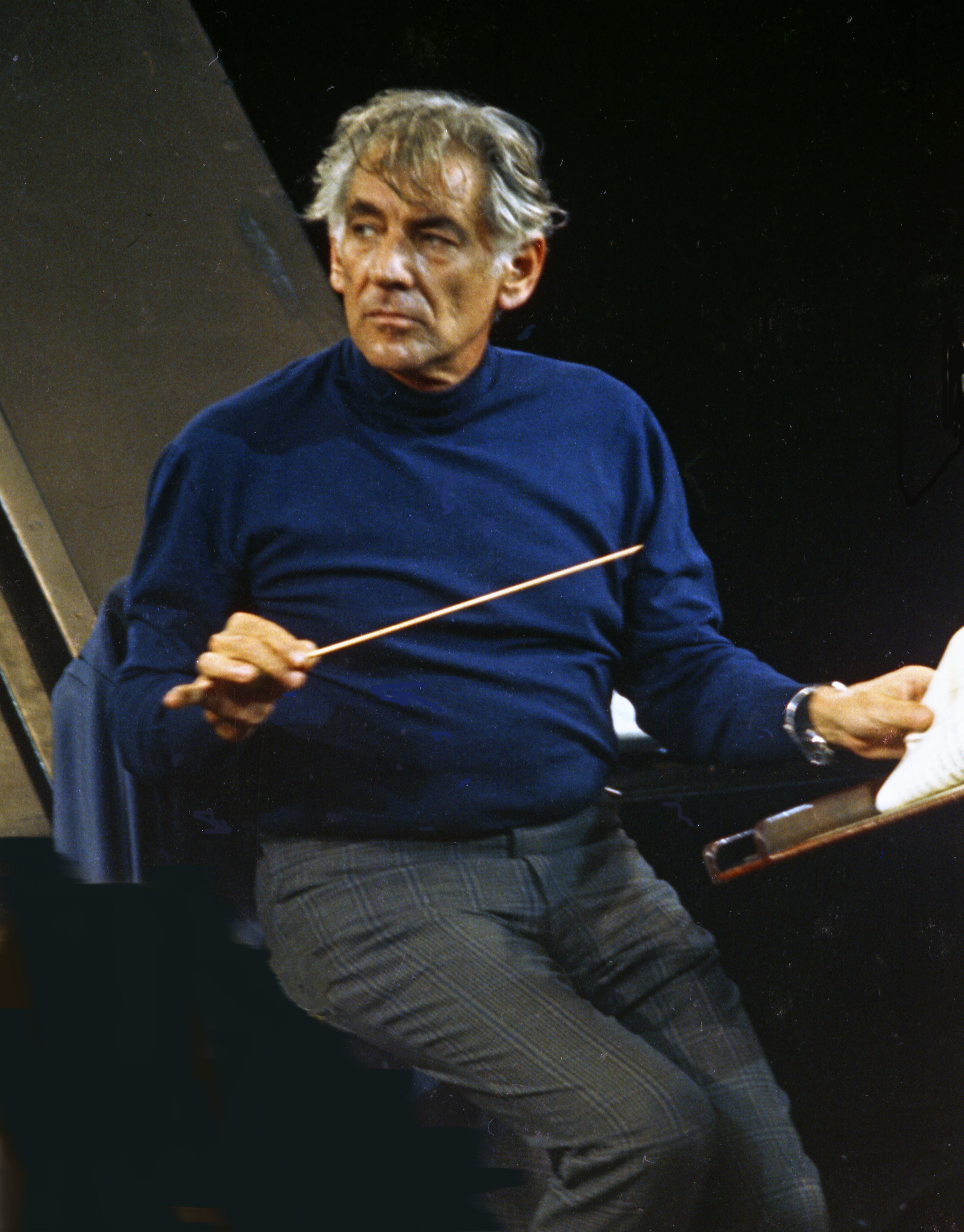

### Década de 1960
Em 1960, Bernstein começou seu ciclo completo de gravações em estéreo de todas as sinfonias de Gustav Mahler, com o apoio da viúva do compositor, Alma. Enquanto diretor da Filarmônica de Nova Iorque, Bernstein foi responsável pela introdução das sinfonias do compositor Carl Nielsen ao público Americano. Bernstein gravou três sinfonias do compositor (nº.s 2, 4 e 5) com a orquestra e gravou a terceira.
Em 1966 ele fez sua estreia com a Ópera Estatal de Viena, conduzindo Falstaff de Giuseppe Verdi, com Dietrich Fischer-Dieskau como papel-título. Em 1970, ele retornou a Ópera para uma produção de Fidelio, ópera de Beethoven. Dezesseis anos depois, na Ópera novamente, Bernstein conduziu Trouble in Tahiti e A Quiet Place. Sua última aparição foi em 1989, em uma performance de Khovanshchina de Modest Mussorgsky, quando ele entrou inesperadamente e abraçou o maestro Claudio Abbado em frente a plateia.

### Década de 1970
No começo de 1970, Bernstein conduziu a Filarmônica de Viena, gravando os ciclos sinfônicos completos de Ludwig van Beethoven, Johannes Brahms e Robert Schumann. A première mundial da sua peça: "Missa: Uma Peça Teatral para Cantores, Músicos e Dançarinos" ocorreu em 8 de Setembro de 1971. Foi apresentada na abertura do Centro de Performances Artísticas John F. Kennedy em Washington.
Em 1973, Bernstein foi convidado para ocupar a cadeira de professor de poesia na Universidade de Harvard. Em maio de 1978, a Filarmônica de Israel tocou dois concertos nos Estados Unidos sob sua regência, celebrando o trigésimo aniversário da orquestra. Em noites consecutivas, a orquestra apresentou a Nona Sinfonia de Beethoven e a Chicester Psalms de Bernstein no Kennedy Center em Washington e no Carnegie Hall, em Nova Iorque.
Em 1979 Bernstein fez sua primeira e única performance com a Filarmônica de Berlim, executando a Nona Sinfonia de Mahler.

### Década de 1980
Em 1980 Bernstein recebeu o Kennedy Center Honors.

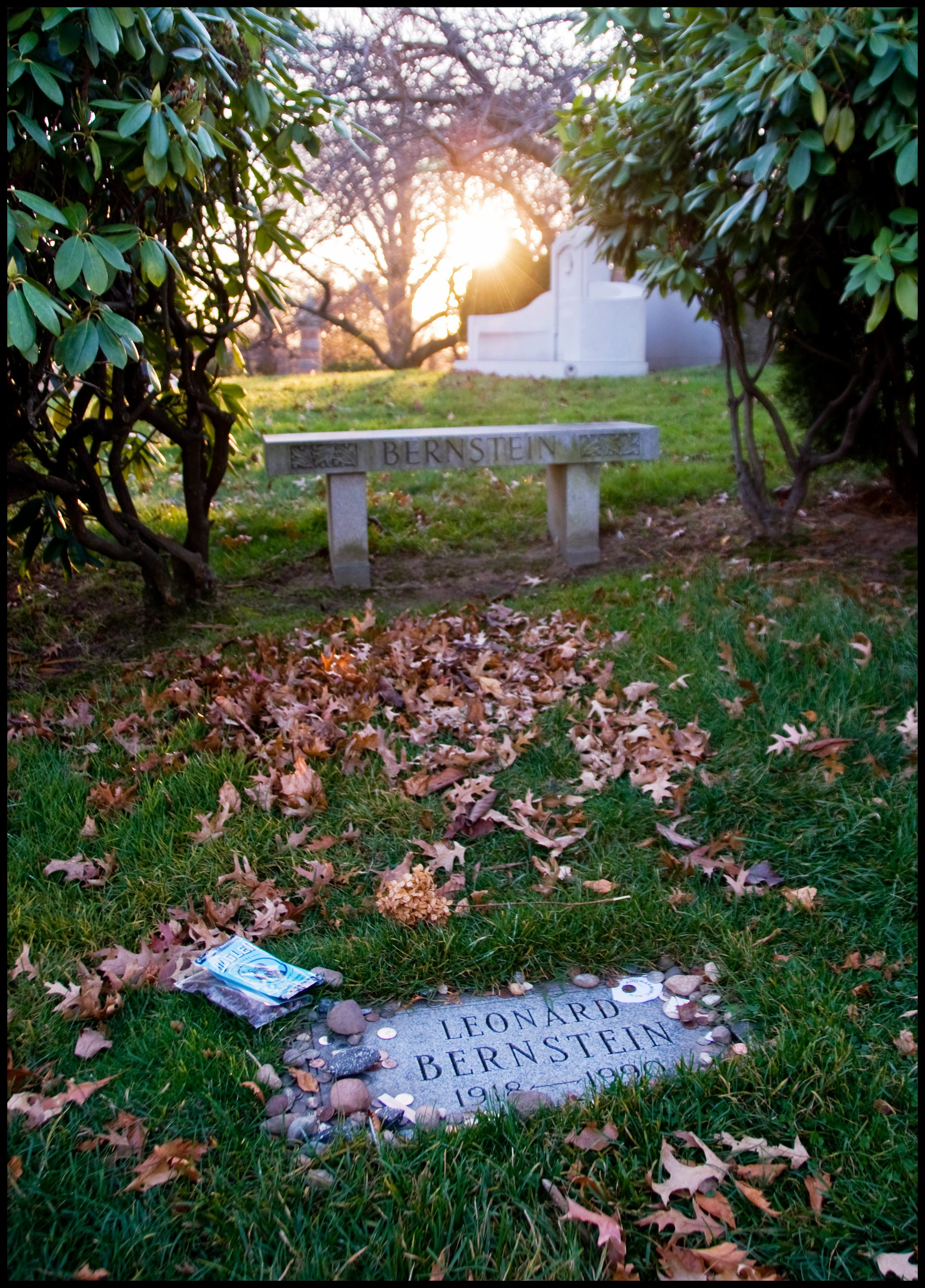
Sepultura de Leonard Bernstein

Em 1982, ele e Ernest Fleischmann fundaram o Instituto Filarmônico de Los Angeles, onde ele serviu como Diretor Artístico por dois anos. Foi também o maestro convidado regular da Orquestra Real Concertgebouw em Amsterdã. Na década de 1980 ele gravou, entre outras, as sinfonias nºs 1, 2, 4 e 9 de Mahler com a orquestra. Em 1985 ele conduziu uma gravação completa da sua obra West Side Story pela primeira e única vez. A gravação foi muito criticada por ter no elenco cantores líricos, como Kiri te Kanawa, José Carreras e Tatiana Troyanos, entretanto, foi um bestseller.
Quatro anos depois, ele novamente conduziu seus musicais, mas com cantores da Broadway. Nesse período fez a gravação de Candide, com Jerry Hadley, June Anderson, Adolph Green e Christa Ludwig. No Natal desse mesmo ano, Bernstein conduziu a Nona Sinfonia de Beethoven em Berlim, celebrando o Natal e a queda do Muro de Berlim. O concerto foi televisionado para mais de vinte países e estima-se que mais de 100 milhões de pessoas assistiram. Nessa ocasião, Bernstein modificou o texto Hino à Alegria de Friedrich Schiller, substituindo a palavra Freude (Alegria) por Freiheit (Liberdade). Bernstein na introdução ao concerto disse que "tomou a liberdade" de fazer isso e que tinha "certeza de que Beethoven está nos abençoando".
Sua última apresentação pública foi em Tanglewood, dia 19 de agosto de 1990 com a Orquestra Sinfônica de Boston, numa performance de "Four Sea Interludes" de Benjamin Britten e da Sétima Sinfonia de Beethoven. Sofreu um acesso de tosse no meio de uma performance de Beethoven que quase interrompeu o concerto, que foi lançado posteriormente em CD pela Deutsche Grammophon.
Bernstein morreu de infarto agudo do miocárdio causado por um mesotelioma, apenas cinco dias depois de se aposentar. Bernstein fumou muito por um longo período de tempo, e por isso teve enfisema desde a metade da década de 1950. No dia da procissão do seu funeral pelas ruas de Manhattan, pessoas que trabalhavam nas obras ao redor tiravam seus chapéus e capacetes e disseram "Adeus Lenny". Bernstein está enterrado no Cemitério Green-Wood, Brooklyn, Nova Iorque.

## Publicações
- Bernstein, Leonard (1993) [1982]. Findings. New York: Anchor Books. ISBN 978-0-385-42437-0
- — (1993) [1966]. The Infinite Variety of Music. New York: Anchor Books. ISBN 978-0-385-42438-7
- — (2004) [1959]. The Joy of Music. Pompton Plains, New Jersey: Amadeus Press. ISBN 978-1-57467-104-9
- — (2006) [1962]. Young People's Concerts. Milwaukee; Cambridge: Amadeus Press. ISBN 978-1-57467-102-5
- — (1976). The Unanswered Question: Six Talks at Harvard. [S.l.]: Harvard University Press. ISBN 0-674-92001-5
- — (2013). The Leonard Bernstein Letters (paperback). [S.l.]: Yale University Press. ISBN 978-0-300-20544-2. Consultado em 8 de setembro de 2021. Cópia arquivada em 8 de setembro de 2021

## Videografia
- The Unanswered Question: Six Talks at Harvard. West Long Branch, New Jersey: Kultur Video. VHS ISBN 1-56127-570-0. DVD ISBN 0-7697-1570-2. (fita de vídeo das Palestras Charles Eliot Norton dadas em Harvard em 1973.)
- Leonard Bernstein's Young People's Concerts with the New York Philharmonic. West Long Branch, New Jersey: Kultur Video. DVD ISBN 0-7697-1503-6.
- Bernstein on Beethoven: A Celebration in Vienna/Beethoven: Piano Concerto No. 1. West Long Branch, Kultur Video. DVD
- Leonard Bernstein: Omnibus – The Historic TV Broadcasts, 2010, E1 Ent.
- Rosen, Peter (1978). Bernstein: Reflections (DVD). Euroarts
- Bernstein/Beethoven (1982), Deutsche Grammophon, DVD
- The Metropolitan Opera Centennial Gala (1983), Deutsche Grammophon, DVD 00440-073-4538
- Bernstein Conducts "West Side Story" (1985) (retitled The Making of West Side Story in re-releases) Deutsche Grammophon. DVD
- "The Rite of Spring" in Rehearsal
- Mozart's Great Mass in C minor, Exsultate, jubilate & Ave verum corpus (1990), Deutsche Grammophon. DVD 00440-073-4240
- "Leonard Bernstein: Reaching for the Note" (1998) Documentário sobre sua vida e música. Originalmente exibido na série American Masters series. DVD